# 花生燉煮
花生燉煮是西非的一種料理，依水量不同可為濃湯或醬汁，用花生酱、番茄與雞肉、牛肉或羊肉（亦可能不含肉類）煮成，源於馬利的班巴拉人與曼丁卡人，現常見於西非各地，使用的食材依地區不同而有所差異，除了上述原料外，還可能加入胡蘿蔔、秋葵、玉米、肉桂、辣椒、紅甜椒粉、黑胡椒、薑黃、孜然等食材與香料。在塞內加爾、茅利塔尼亞與甘比亞常搭配白飯，在馬利常搭配小米糊，在接近薩赫勒的地常搭配古斯米、在象牙海岸等熱帶地區則搭配富富或番薯食用。在迦納，花生燉煮常加入水煮蛋一起料理。花生燉煮也由西非的奴隸傳播到北美洲，美國南方的維吉尼亞花生湯（Virginia peanut soup）即是由花生燉煮衍生而來的料理。

## 圖片

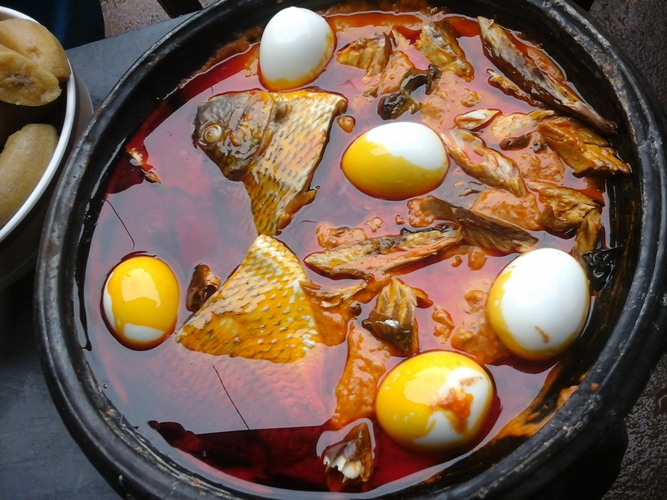
用花生醬、魚、蛋和辣棕櫚油做的花生燉煮
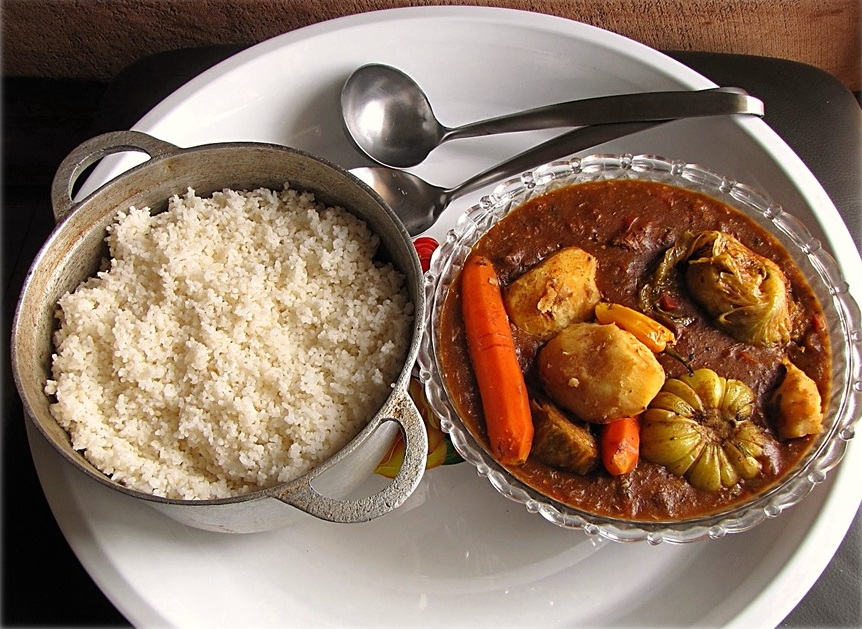
花生燉煮配飯